# Valkó Márton
Valkó Márton (Debrecen, 1911. november 17. – Budapest, 1996. március 23.) Kossuth-díjas üzemmérnök, több fontos vállalat vezérigazgatója.

## Élete, munkássága
Valkó Márton apja alkalmi munkás volt. Debrecenben végezte iskolai tanulmányait, a négy polgári után vasesztergályos végzettséget szerzett a Bocskai Gépgyárban. 1930-ban Budapesten bekapcsolódott a baloldali munkásmozgalomba. Ennek révén került ki Franciaországba, ahol 1930-tól 1936-ig dolgozott a szakmájában, és belépett a Francia Kommunista Pártba. Magyarországra való hazatérése után egy évig Székesfehérváron, majd a csepeli Weiss Manfréd Acél- és Fémművekben dolgozott. 1945-ben a Magyar Kommunista Párt tagja lett. Ezt követően a politikai életben is vezető szerepeket kapott: 1954-ben az MDP Központi Vezetőségének póttagja, 1957-től az MSZMP Központi Bizottság póttagja lett, majd 1962 és 1966 között a tagja volt.
Különböző gazdasági vezető funkciókat látott el, vezette a Csepel Műveket is. 1947-ben Ózdra került, a Nehézipari Központ kirendeltségét vezette, majd 1948-ban az Ózdi Nemzeti Vállalat (a későbbi Ózdi Kohászati Üzemek) igazgatója lett, ezt a beosztást 1953-ig töltötte be. Ózdi tartózkodása idején, 1949-ben, Kossuth-díjjal tüntették ki. Ezekben az években szerezte meg üzemmérnöki oklevelét a Gazdasági és Műszaki Akadémián.
1953-ban Miskolcra helyezték, a Lenin Kohászati Művek vezérigazgatójává nevezték ki. Az ő idején épült a korszerű Schloemann-középhengersor, ekkor történt meg a blokk- és bugasor rekonstrukciója, és a gyár infrastruktúrája és a dolgozók szociális ellátása is sokat fejlődött. Segítette az Egyetem és a Kohóipari Technikum fejlesztését is.
1964-ben négy évre párizsi nagykövetté nevezték ki. Diplomáciai éveire esik a francia–magyar kapcsolatok normalizálódása, ami összefüggésben volt a Charles de Gaulle elnök „nyitási” törekvéseivel. Hazatérve, 1968-tól a KÉV Metró vezérigazgatója lett, majd 1974-ben nyugdíjba vonult.